# 沙土镇 (亳州市)
沙土镇，是中华人民共和国安徽省亳州市谯城区下辖的一个乡镇级行政单位。

## 行政区划
沙土镇下辖以下地区：
沙土村、张大村、李大村、田大村、薛庄村、张竹园村、代楼村、王楼村、闫楼村、大杨村、蒋集村和张庄村。